# ペッガウ - ユーベルバッハ地方線
ペッガウ - ユーベルバッハ線（ドイツ語;Lokalbahn Peggau–Übelbach）は、シュタイアーマルク州営鉄道の鉄道線の名称である。路線番号は540。

## 運行形態
出典：
全て各駅停車。一日あたり、平日17往復、土曜日5往復の運行で、休日には運行されない。平日の運行本数は一時間に1～2本程度であるが、間隔は一定していない。平日のみ2往復が、501号線のグラーツまで直通する。

## 駅一覧
以下では、オーストリア国鉄540号線の駅と営業キロ、停車列車、接続路線などを一覧表で示す。
| 路線名 | 駅名                                   | 駅間営業キロ | 累計営業キロ | 接続路線 | 所在地               | 所在地         |
| ------ | -------------------------------------- | ------------ | ------------ | -------- | -------------------- | -------------- |
| 540    | ペッガウ・ドイチュファイシュトリッツ駅 | -            | 0.0          | 501号線  | シュタイアーマルク州 | グラーツ郊外郡 |
| 540    | ドイチュファイシュトリッツ駅           | 1.2          | 1.2          |          | シュタイアーマルク州 | グラーツ郊外郡 |
| 540    | ツィトル駅                             | 1.4          | 2.6          |          | シュタイアーマルク州 | グラーツ郊外郡 |
| 540    | プレンニンク・フィーアトラー駅         | 0.7          | 3.3          |          | シュタイアーマルク州 | グラーツ郊外郡 |
| 540    | プレンニンク駅                         | 0.7          | 4.0          |          | シュタイアーマルク州 | グラーツ郊外郡 |
| 540    | ヴァルトシュタイン駅                   | 1.8          | 5.8          |          | シュタイアーマルク州 | グラーツ郊外郡 |
| 540    | ヒンベルク停留所                       | 1.2          | 7.0          |          | シュタイアーマルク州 | グラーツ郊外郡 |
| 540    | グッゲンバッハ・火薬工業団地駅         | 0.7          | 7.7          |          | シュタイアーマルク州 | グラーツ郊外郡 |
| 540    | グッゲンバッハ駅                       | 0.7          | 8.4          |          | シュタイアーマルク州 | グラーツ郊外郡 |
| 540    | グッゲンバッハ・ヴァートコゲル団地駅   | 0.3          | 8.7          |          | シュタイアーマルク州 | グラーツ郊外郡 |
| 540    | ユーベルバッハ・フォアマルクト駅       | 1.0          | 9.7          |          | シュタイアーマルク州 | グラーツ郊外郡 |
| 540    | ユーベルバッハ駅                       | 0.4          | 10.1         |          | シュタイアーマルク州 | グラーツ郊外郡 |